# Copidosoma minutum
Copidosoma minutum är en stekelart som först beskrevs av Herthevtzian 1979.  Copidosoma minutum ingår i släktet Copidosoma och familjen sköldlussteklar. Inga underarter finns listade i Catalogue of Life.